# Sinusite aspergillaire
 Mise en garde médicale
Une sinusite aspergillaire (ou aspergillose nasosinusienne) est une infection chronique des sinus prenant parfois une forme forme pseudo-tumorale (mycétome), le plus souvent dans le sinus maxillaire. 
Elle est causée par un champignon cosmopolite du genre des Aspergillus (genre décrit en 1729 par le botaniste italien Pier Antonio Micheli). Aspergillus fumigatus est l'espèce la plus souvent mise en cause dans cette infection de la muqueuse nasosinusienne.
C'est une aspergillose en nette augmentation et à l'évolution imprévisible. Elle nécessite un diagnostic précoce et une prise en charge rapide et adéquate, faute de quoi existe un risque de d'extension avec invasion de tissus adjacents (orbite, système nerveux central) susceptible de mettre en jeu le pronostic vital, surtout en cas d'immunodéficience. 

## Présentation clinique
La maladie peut être de très douloureuse à totalement asymptomatique. Ses symptômes sont en outre peu spécifiques ce qui rend le diagnostic souvent tardif ; mais le fait qu'un seul sinus soit touché doit attirer l’attention du clinicien. 
Les diagnostic est confirmé par l’imagerie médicale (tomodensitométrie si possible) et parfois par des examens bactériologiques et mycologiques :  la mise en évidence de filaments mycéliens d’Aspergillus confirme le diagnostic, mais les mises en culture restent le plus souvent négatives ; C'est alors l’examen histologique de prélèvements de la « balle » aspergillaire qui in fine révèle le plus souvent les filaments mycéliens).
La chirurgie, parfois associée à un traitement antifongique traitent les cas de développement avancé de l'aspergillose.

## Localisation, contexte anatomique

Sinus de la face : 1. Sinus frontaux, 2. Sinus ethmoïdaux, 3. Sinus sphénoïdaux, 4. Sinus maxillaires.

Les sinus sont des cavités aériques au sein des os de la face. Le sinus maxillaire est développé au sein de l'os maxillaire, sous l'orbite et au-dessus des dents supérieures ; il est le siège de la majorité des sinusites aspergillaires.

## Epidémiologie
Les infections fongiques du nez et des sinus paranasaux étaient autrefois considérées comme relativement rares, mais un nombre important de rhino-sinusite chronique diagnostiquée s'avèrent in fine être une sinusite fongique. Selon Loidolt et al. (1989).
La fréquence de ces infections semble en outre avoir augmenté au cours des dernières décennies.

## Causes
La rhinosinusite aspergillaire (maxillaire notamment) peut avoir la Dentisterie comme origine (environ 30 % des cas, par exemple après un traitement endodontique ou une avulsion dentaire. Dans ce cas la cause est souvent une irruption de pâte d’obturation canalaire dans le sinus maxillaire, via une fistule bucco-sinusienne, susceptible d'induire une forme invasive pseudo-tumorale. Plus de la moitié des cas d'aspergillose non envahissante du sinus maxillaire sont associés à la présence dans les sinus de ciment canalaire propulsé par voie endodontique ; 
- Une hypothèse est que l’oxyde de zinc contenu dans ce ciment pourrait promouvoir l’infection, car le zinc est un facteur de croissance connu pour Aspergillus fumigatus[8]. * Une autre hypothèse est qu'un œdème et une hyperhémie des tissus mous induites par le zinc pourrait inhiber la fonction épithéliale mucociliaire (nettoyage des muqueuses par le mucus et les cils), ce qui expliquerait la teneur en phosphate de calcium et de sulfate de calcium trouvés dans les sinus infectés, sous forme de concrétions calcaires, en plus de restes de matériel d’obturation)[9].

Une contamination des sinus par Aspergillus peut aussi se faire par l'air inhalé.
Legent & al. ont rapporté (en 1980) que des formes endémiques de la maladie, existent, par exemple au Soudan (avec prédominance d’Aspergillus flavus. 
Divers facteurs prédisposants ou de risques de sinusite aspergillaire sont cités par la littérature médicale  : 
- Pour les formes fulminantes, ce sont le diabète insulinodépendant, l’acidocétose diabétique, la leucémie, la transplantation de moelle osseuse et la maladie rénale au stade terminal, l'immunodéficience (patients infectés par le VIH ou ayant été greffés, une corticothérapie, une antibiothérapie au long cours et/ou la prise de médicaments immunodépresseurs). Plus rarement, la sinusite fungique envahissante apparait chez des individus apparemment en bonne santé[11].

- Pour les formes invasives chroniques indolente, ce sont l'immunodéficience, ainsi que l’exposition à l’eau de mer, les séquelles d'un traumatisme maxillofacial (Une déviation de la cloison nasale (qui peut favoriser l'anaérobiose dans un sinus), les traitements médicamenteux en spray nasal et la radiothérapie[3]. Aspergillus fumigatus est alors le plus souvent en cause[3].

La présence de polypes est souvent associé à ce type de sinusite, sans que l'on sache s'il s'agit d'une cause ou d'une conséquence.

## Facteurs de risques
- Immunodéficience
- Voyages en zone tropico-équatoriale

## Germes en cause

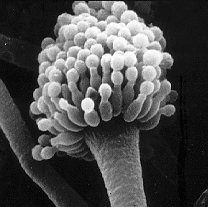
Aspergillus fumigatus en microscopie électronique.

Aspergillus fumigatus est un champignon saprophyte du sol, très courant, et l'un de ceux relargant le plus de spores dans l'air. Les spores, de 2 à 3 µm de diamètre, sont suffisamment petits pour progresser dans l'arbre respiratoire jusqu'aux alvéoles pulmonaires, et assez nombreux pour qu'un être humain en inhale plusieurs centaines par jour. Les spores sont normalement éliminées par le système immunitaire et ne sont pathogènes que dans certains cas.
Si tous les champignons du genre Aspergillus sont potentiellement pathogènes (notamment A. flavus, A. terreus, A. niger et A. nidulans), Aspergillus fumigatus est responsable de 90 % des infections pulmonaires chez l'humain et de la plupart des sinusites aspergillaires chez les patients immunocompétents. A. flavus est cependant plus fréquent dans les sinusites des patients immunodéprimés.

## Manifestations cliniques
La gravité varie avec l'état général du patient, et notamment la présence d'une immunodépression ou chez la personne âgée. 
On distingue plusieurs formes cliniques, qualifiées de
- formes invasives chroniques (indolentes, aiguës fulminantes, pseudo-tumorales, parfois associée à une lyse osseuse) ; dans ces cas, l'agent fongique croît à l'intérieur de tissus (os, vaisseaux, muqueuse)[14] ; La colonie fongique peut être non-douloureuse et faire évoquer, à tort, un processus néoplasique[15] ;
- formes non-invasives (le champignon croît dans le mucus ou sur la muqueuse)[14] et peut prendre la forme de « balles fongiques » ou « truffes aspergillaires » [3].

Les signes cliniques sont ceux d'une sinusite chronique, avec signes et symptômes d'obstruction nasale, douleur à la palpation du sinus, rhinorrhée parfois fétide et parfois présence de polypes nasaux.
Si la mycose est déjà étendue, rarement, on peut observer une ethmoïdite aiguë (infection des cellules du labyrinthe ethmoïdal, situé entre l’orbite en dehors, la partie haute des fosses nasales en dedans et la base du crâne en haut), avec éventuel abcès oculaire. Cette ethmoïdite, si elle n'est pas traitée peut affecter la vue (voire le pronostic vital) par le biais de complications endocrâniennes.
On observe parfois (rarement) une inflammation cutanée de contiguïté.

## Prévention, dépistage
Les sinusites fungiques pouvant être très invasives chez les immunodéprimés, L. Chikhani suggère en 1988 de « réaliser chez ces patients,  ou avant tout traitement immunosuppresseur, un dépistage systématique des corps étrangers (pâte dentaire) et des sinusites fungiques par un cliché panoramique et/ou un cliché avec incidence de Blondeau », et de fortement sensibiliser les chirurgiens dentistes et stomatologistes« au problème de dépassement de pâte dentaire et des conséquences potentielles afin d’utiliser des traitements endodontiques plus sûrs et adaptés ».

## Autres types d'aspergilloses
Outre les sinusites aspergillaires (locale, qui ne touchent que la cavité sinusienne, initialement au moins), on distingue :
- l'aspergillose bronchopulmonaire allergique(diffuse) ;
- l'aspergillose invasive (diffuse) ;
- l'aspergillome (forme d'aspergillose où le champignon se développe pathologiquement dans une cavité pulmonaire).